# Saint-Selve
Saint-Selve – miejscowość i gmina we Francji, w regionie Nowa Akwitania, w departamencie Żyronda. Nazwa miejscowości pochodzi od imienia św. Sylwiusza.
Według danych na rok 1990 gminę zamieszkiwały 1324 osoby, a gęstość zaludnienia wynosiła 75 osób/km² (wśród 2290 gmin Akwitanii Saint-Selve plasuje się na 326. miejscu pod względem liczby ludności, natomiast pod względem powierzchni na miejscu 629.).